# Marco Grimaldi
Marco Grimaldi (* 29. September 1983 in Göttingen) ist ein deutscher Basketballspieler.

## Laufbahn
Marco Grimaldi spielte zunächst für die BG 74 in Göttingen. Danach wechselte er innerhalb der 2. Basketball-Bundesliga und spielte für Wolfenbüttel, Weiden und ETB SW Essen, bevor er 2006 wieder nach Göttingen zurückkehrte. Unter Trainer John Patrick, der ebenfalls nach einem einjährigen Engagement in Japan zur BG 74 zurückgekehrt war, stieg er mit dem Team 2007 in die Basketball-Bundesliga auf und kam zunächst regelmäßig in der höchsten Spielklasse zum Einsatz. Nachdem sich in der zweiten Erstligasaison seine Einsatzzeiten beinahe halbiert hatten, verließ er 2009 seine Heimatstadt erneut und trat in der Pro A, die 2007 die zweigleisige 2. BBL ersetzt hatte, für den ehemaligen Erstligisten BG Karlsruhe an. Nach einer Saison kehrte er zur BG 74 zurück und war zunächst für die 2. Mannschaft in der viertklassigen Regionalliga aktiv. Nachdem John Patrick den Verein am Saisonende 2010/11 verlassen hatte, wurde der erfahrene Grimaldi zur kommenden Saison wieder für den Erstligakader reaktiviert.

## Persönliches
Marco Grimaldi ist der Bruder des Fußballspielers Adriano Grimaldi.
Am 30. Oktober 2011 starben seine langjährige Lebensgefährtin und seine jüngere Schwester auf der Rückfahrt vom Auswärtsspiel der BG Göttingen in Gießen bei einem Verkehrsunfall auf der A5 bei Alsfeld.

## Erfolge
- 2007: Meisterschaft und Aufstieg in die Basketball-Bundesliga